# Polynôme homogène
En mathématiques, un polynôme homogène, ou forme algébrique, est un polynôme en plusieurs indéterminées dont tous les monômes non nuls sont de même degré total. Par exemple le polynôme x5 + 2x3y2 + 9xy4 est homogène de degré 5 car la somme des exposants est 5 pour chacun des monômes ; les polynômes homogènes de degré 2 sont les formes quadratiques. Les polynômes homogènes sont omniprésents en mathématiques et en physique théorique. 

## Définitions
Soit K un corps commutatif. Un polynôme homogène de degré d en n variables est un polynôme dans K[X1, … , Xn] qui est somme de monômes de degré d.
Si un polynôme P de K[X1, … , Xn] est homogène de degré d, alors la fonction polynomiale associée est homogène de degré d, c'est-à-dire que pour tous λ, x1, … , xn ∈ K on a :
{\displaystyle P(\lambda x_{1},...,\lambda x_{n})=\lambda ^{d}P(x_{1},...,x_{n}).}
La réciproque est vraie lorsque le corps est infini.

## Structure
L'ensemble des polynômes homogènes de degré d dans K[X1, … , Xn] forme un K-espace vectoriel. (En particulier, le polynôme nul est homogène de degré d, pour tout entier d ; c'est le seul polynôme homogène dont le degré n'est donc pas défini.)
Sa base canonique est l'ensemble des monômes

Sa dimension est donc le nombre de d-combinaisons avec répétition de l'ensemble {1, 2, … , n} :

## Formes
Les formes algébriques généralisent les formes quadratiques au degré 3 et plus, et étaient aussi connues par le passé sous le nom de « quintiques ». Pour désigner le type d'une forme, il faut à la fois donner son degré et le nombre de variables n. Une forme est « sur » un corps K, si elle applique Kn dans K. 
Une forme f à n variables sur un corps K « représente 0 » s'il existe un élément (x1, … , xn) dans Kn tel que f(x1, … , xn) = 0 et qu'au moins l'un des xi (i = 1,...,n) est non nul. Par exemple, une forme quadratique représente 0 si et seulement si elle n'est pas définie.
Une forme de degré d est dite diagonale (en) si elle s'écrit a1x1d + … + anxnd.

## Utilisation en géométrie algébrique
De même qu'une variété algébrique affine sur K est le lieu d'annulation, dans un espace affine Kn, d'une famille de polynômes à n variables à coefficients dans K, une variété projective sur K est le lieu d'annulation, dans un espace projectif Pn(K), d'une famille de polynômes homogènes à n + 1 variables à coefficients dans K.
Par exemple, on peut définir une courbe algébrique affine dans K2 comme le lieu d'annulation d'un polynôme à deux variables à coefficients dans K. Si l'on veut définir une courbe algébrique dans le plan projectif P2(K), on voudrait de même la définir comme le lieu d'annulation d'un polynôme P à trois variables. Mais dans le plan projectif, (λx : λy : λz) = (x : y : z), pour tout λ ≠ 0. On veut donc nécessairement que P(x, y, z) = 0 ⇔ P(λx, λy, λz) = 0, pour que le lieu d'annulation ne dépende pas du λ choisi. C'est pour cela qu'on demande au polynôme P d'être homogène.